# Вестманна
Вестманна (фар. Vestmanna; дат. Vestmannahavn) — седьмой по величине город на Фарерских островах, расположенный на западном побережье острова Стреймой. Административно относится к региону Стреймой и коммуне Вестманна.

## Название
Этимология названия этого портового городка не совсем ясна и может восходить даже ко временам, предшествующим заселению Фарерских островов викингами. Наиболее правдоподобная версия предполагает, что название происходит от «вестман», то есть Люди Запада, как жители древней Скандинавии звали кельтских поселенцев. Исторически сложилось так, что фарерцы использовали название Vestmannahavn, которое может означать Порт Людей Запада. При такой интерпретации Вестманна мог быть основан ещё в IX веке. Но существует также мнение, что название указывает на местоположение порта, который расположен в западной части острова Стреймой.

## История
История поселения, расположенного на месте Вестманны, может начинаться ещё до появления там викингов. Название поселения говорит о кельтском происхождении поселенцев. Начало колонизации вероятно было положено ещё в IX веке. Однако первые упоминания о поселке датируются XIV и XV веками.
В начале XVII века в окрестностях Вестманны обосновались пираты. В 1615 году датский король направил несколько военных кораблей для решения проблемы морского разбоя. В этом же году произошёл бой, в котором были уничтожены три пиратских ирландских судна: в результате двадцать семь пиратов погибло, пятьдесят пять утопили после боя, а восьмерых главарей, попавших в плен, повесили.
В декабре 1759 года во время Семилетней войны контрабандист Франсуа Тюро вместе со своим экипажем укрывался от штормовой погоды в Вестманне. Падение морального состояния его войск, нежелание местных жителей торговать с ним припасами, в том числе и продовольствием, вынудили его в дальнейшем продолжить свою миссию и совершить нападение на северное побережье Ирландии.
В 1839 году начала свою деятельность Датская торговая монополия, которая охватила своим влиянием всю территорию архипелага. Один из её филиалов обосновался в Вестманне.
С середины XIX века начали применяться сети, которыми перегораживался вход в пролив во время китобойного сезона. Китовое мясо является одним из основных продуктов питания в рационе жителей Фарерских островов.
В 1897 году построен постоянный порт, обеспечивающий в основном рыболовство и китовый промысел. Также был возведен судоремонтный завод, на котором ремонтировались катера — первые из них закупались в Великобритании.
В 1953 году была построена гидроэлектростанция, которая обеспечивала электроэнергией Вестманну, а затем и многие другие селения Фарерских островов.

## География

### Местоположение
Селение Вестманна находится в северной части острова Стреймой, на его западном побережье. Оно не выходит непосредственно к открытому океану, от которого ограждено островом Воар, и расположено на берегу небольшого залива, сообщающегося с открытым океаном посредством пролива Вестманнасунд. С суши Вестманна ограждена горами: с севера — Mелин (293 м) и Хэгстафьядль (296 м), с востока — Лисингафьядль (639 м) и Москурфьядль (624 м), с юга — Экслин (317 м). Со склонов гор по территории городка протекает несколько небольших рек, в основном — с восточных. Единственная дорога, выходящая из Вестманны, ведет к ближайшим к ней населенным пунктам: Квуйвуйк, Стюччи и Лэнар.

### Вестманнабьёрджини
К северу от Вестманны расположено побережье Вестманнабьёрджини, которое представляет собой скалистые клифы и выступающие из воды скалы и шхеры. Высота скал достигает до 500 метров над уровнем моря, а шхеры могут иметь высоту до 100 метров. На побережье имеются многочисленные колонии птиц и тюленей. Кроме того гроты, расположенные на этом побережье, в силу своей акустики используются при проведении концертов, в основном классической музыки. В целом Вестманнабьёрджини представляет собой туристическую достопримечательность.

## Персоналии
- Амон Дьюрхуус — перкуссионист фарерских коллективов Heljareyga и Týr.

## Национальная традиция
Китобойный промысел на Фарерских островах существует, по крайней мере, с десятого века. Он регулируется фарерскими властями, а не Международной комиссией по промыслу китов из-за наличия разногласий по поводу компетенции комиссии по отношению к малым китообразным. Ежегодно забивают около 950 гринд (Чёрных дельфинов, Globicephala melaena), в основном летом. Ловля гринд (фар. grindadráp [ˈgɹɪndaˌdrɔap]) — некоммерческое мероприятие, организуемое общинами, участвовать в ней может любой. Китобои окружают гринд лодками, располагая их широким полукругом. Затем лодки медленно загоняют гринд в бухту или на дно фьорда.
Большинство фарерцев считают промысел гринд важной частью своей культуры и истории. Группы защиты прав животных критикуют промысел как жестокий и не являющийся необходимым, в то время как китобои утверждают, что большинство журналистов демонстрируют недостаток знаний о методах ловли и экономической важности промысла.